# بورفيريا المبرقشة
البورفيريا المبرقشة ، والمعروفة أيضًا بالعديد من الأسماء الأخرى ، مثل بورفيريا الجسمية السائدة  التي يمكن أن يكون لها أعراض حادة (شديدة ولكنها ليست طويلة الأمد) بالإضافة إلى الأعراض التي تؤثر على الجلد . ينتج الاضطراب عن انخفاض مستويات الإنزيم المسؤول عن الخطوة السابعة في إنتاج الهيم . الهيم هو جزيء حيوي لجميع أجهزة الجسم. وهو أحد مكونات الهيموغلوبين ، وهو الجزيء الذي يحمل الأكسجين في الدم .

## العلامات والأعراض
عند حدوث الأعراض ، يمكن أن تشمل نوبات حادة (تشبه البورفيريا الحادة المتقطعة ) أو تلف الجلد. تبدأ النوبات الحادة عادة في مرحلة البلوغ وتتسبب في آلام في البطن وقيء وإسهال وإمساك . عند التعرض للنوبة ، قد يعاني الشخص أيضًا من ضعف العضلات ونوبات الصرع والتغيرات العقلية مثل القلق والهلوسة . تنجم هذه العلامات والأعراض عن عوامل غير وراثية مثل بعض الأدوية أو اتباع نظام غذائي أو صيام واضطراب بعض الهرمونات وتوتر.
يعاني بعض الأشخاص المصابين بالبورفيريا المبرقشة من حساسية مفرطة لأشعة الشمس ( حساسة للضوء ). تظهر في مناطق الجلد المعرضة للشمس تقرحات شديدة وندوب وتغيرات في التصبغ وزيادة نمو الشعر. يصبح الجلد المكشوف حساس ويتضرر بسهولة.
نادرًا ما تبدأ علامات وأعراض البورفيريا المبرقشة في مرحلة الرضاعة أو الطفولة المبكرة. في مثل هذه الحالات ، تكون العلامات والأعراض عادةً أكثر حدة من تلك التي تبدأ في وقت لاحق من الحياة. بالإضافة إلى المشاكل الصحية المذكورة أعلاه ، قد يعاني الأطفال المصابون بهذا الاضطراب من تخلف عقلي ونمو بطئ من الأطفال الآخرين.

## علم الوراثة

البورفيريا المبرقشة لها نمط جسدي سائد وراثي.

تسبب الطفرات في جين PPOX البورفيريا المبرقشة .  يصنع جين PPOX إنزيم ميتوكوندريون مرتبط بالغشاء يسمى أوكسيديز البروتوبورفيرينوجين ، وهو أمر بالغ الأهمية للعملية الكيميائية التي تؤدي إلى إنتاج الهيم. يتم تقليل نشاط هذا الإنزيم بنسبة 50 بالمائة في معظم الأشخاص المصابين بالبورفيريا المبرقشة. في الحالات الحادة التي تبدأ في وقت مبكر من الحياة ، يكون الإنزيم غير نشط تمامًا تقريبًا. يمكن أن تؤدي العوامل غير الوراثية مثل بعض الأدوية ، والتوتر ، وغيرها من العوامل المذكورة أعلاه إلى زيادة الطلب على الهيم والإنزيمات اللازمة لصنع الهيم. مزيج هذا الطلب المتزايد وانخفاض نشاط أوكسيديز البروتوبرفيرينوجين يؤدي إلى تعطيل إنتاج الهيم ويسمح بتراكم المنتجات الثانوية للعملية في الكبد ، مما يؤدي إلى حدوث هجوم حاد.
تُورث البورفيريا المبرقشة في نمط جسدي سائد ، مما يعني أن الجين المعيب يقع على صبغي جسدي ، وأن وراثة نسخة واحدة من الجين المعيب من أحد الوالدين المصاب تكفي لإحداث الاضطراب. تنتج الحالات الأكثر شدة عن وراثة نسختين من الجين المعيب.
يحتوي جين PPOX بأكمله على حوالي 8 كيلو بايت مع 13 تسلسل اكسون. تم استنساخه بنجاح من مكتبة cDNA في عام 1995 مما كشف أنه بعد المعالجة ، يبلغ طوله 477 نيوكليوتيد . كان يُعتقد سابقًا أن جين PPOX كان موجودًا على الكروموسوم البشري 14 ،  ولكن تجارب رسم الخرائط (FISH) أظهرت أنه قريب من 1q23.  يمكن العثور على طفرة شديدة إضافية تؤثر على البورفيريا المبرقشة عند 6p21.3 على جين HFE . 
وجدت دراسة إكلينيكية وكيميائية حيوية وطفرية أجريت عام 2006 على ثمانية مرضى من البورفيريا المبرقشة السويسرية وعائلاتهم أربعة طفرات جينية جديدة من PPOX ويُعتقد أنها فريدة من نوعها في سويسرا. 

## التشخيص
يتم التشخيص بإيجاد البورفيرينات البولية المرتفعة ، البورفيرينات البرازية المرتفعة ، البورفيرينات البلازمية المرتفعة بشكل ملحوظ (المرضية) وإيجاد آفات جلدية حساسة للضوء في الفحص السريري.

## العلاج
تم استخدام زرع الكبد في علاج هذه الحالة. 

## علم الأوبئة
في جنوب إفريقيا ، يبلغ معدل انتشار البورفيريا المبرقشة حوالي 1 في 300.  في فنلندا ، معدل الانتشار حوالي 1 من كل 75000. 
توجد أيضًا في الأرجنتين ،  السويد ،  وأستراليا . 